# (3560) Chenqian
(3560) Chenqian (1980 RZ2) – planetoida z grupy pasa głównego asteroid okrążająca Słońce w ciągu 5,25 lat w średniej odległości 3,02 j.a. Odkryta w obserwatorium Astronomicznym Zijinshan 3 września 1980 roku.